# 水類運動
水類運動，是各種與水體有關的體育運動統稱。就這些運動的主要活動空間與水面的關係，大致可以區分為「水面下」、「水面上」，以及混合兩種狀況的「水中」三大類。其中有一部分運動的主要活動空間雖屬於水面下或水中，但其名稱已經被習慣使用「水上」二字，例如水上救生。
另外，有些運動僅有一部分與水有關，例如現代五項與鐵人三項。

## 在水中
- 水中慢跑（英语：Aquajogging）
- 游泳
  - 花样游泳
  - 蹼泳
  - 救生游泳（英语：Rescue swimming）
  - 競技游泳
- 跳水
  - 同步跳水
- 現代五項
- 三项全能
- 水中有氧運動（英语：Water aerobics）
- 水上篮球（英语：Water basketball）
- 水球
- 水上排球（英语：Water volleyball）

## 在水面下
- 水肺潛水
- 自由潛水
- 水底曲棍球
- 水下橄欖球
- 水下攝影

## 在水面上
- 滑浪風帆
- 赤足滑水
- 趴板衝浪
- 獨木舟
- 釣魚
- 水上摩拖車
- 輕艇
- 風箏衝浪
- 水上拖傘
- 泛舟
- 划船
- 㠶船
- 淺灘衝浪
- 立姿划板
- 衝浪
- 激流泛舟
- 單板滑水
- 未固定單板滑水
- 滑水
- 風浪板
- 龍舟
- 皮划艇
- 賽艇
- 溯溪

## 外部連結
- 水類運動字典